# Tram met zwevende bak

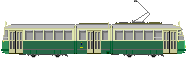
Een tram met in het midden een wagenbak zonder wielen

Een tram met zwevende wagenbak (Engels: two-rooms-and-bath tram) is een type tramvoertuig. In de kortste uitvoering bestaat het uit drie wagenbakken waarbij de bakken aan de uiteinden elk twee assen (of vier wielen) hebben en de middelste bak —daar als een brug— tussen gehangen is. Hierdoor heeft deze bak geen ondersteuning door wielen nodig en lijkt daardoor te zweven. Dit tramtype dient niet verward te worden met het Zwevend Geleed Tramrijtuig (ZGT), hierbij lijkt alleen de geleding te zweven en niet een hele wagenbak.

## Geschiedenis

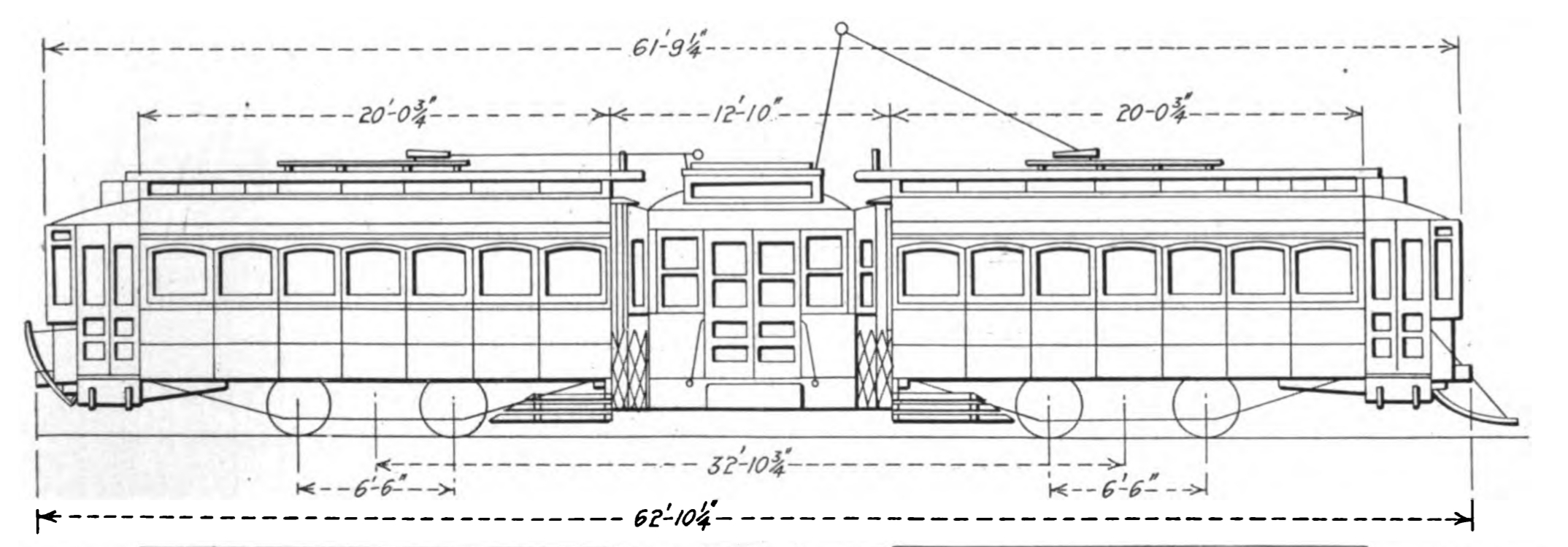
Schema van het type in Boston

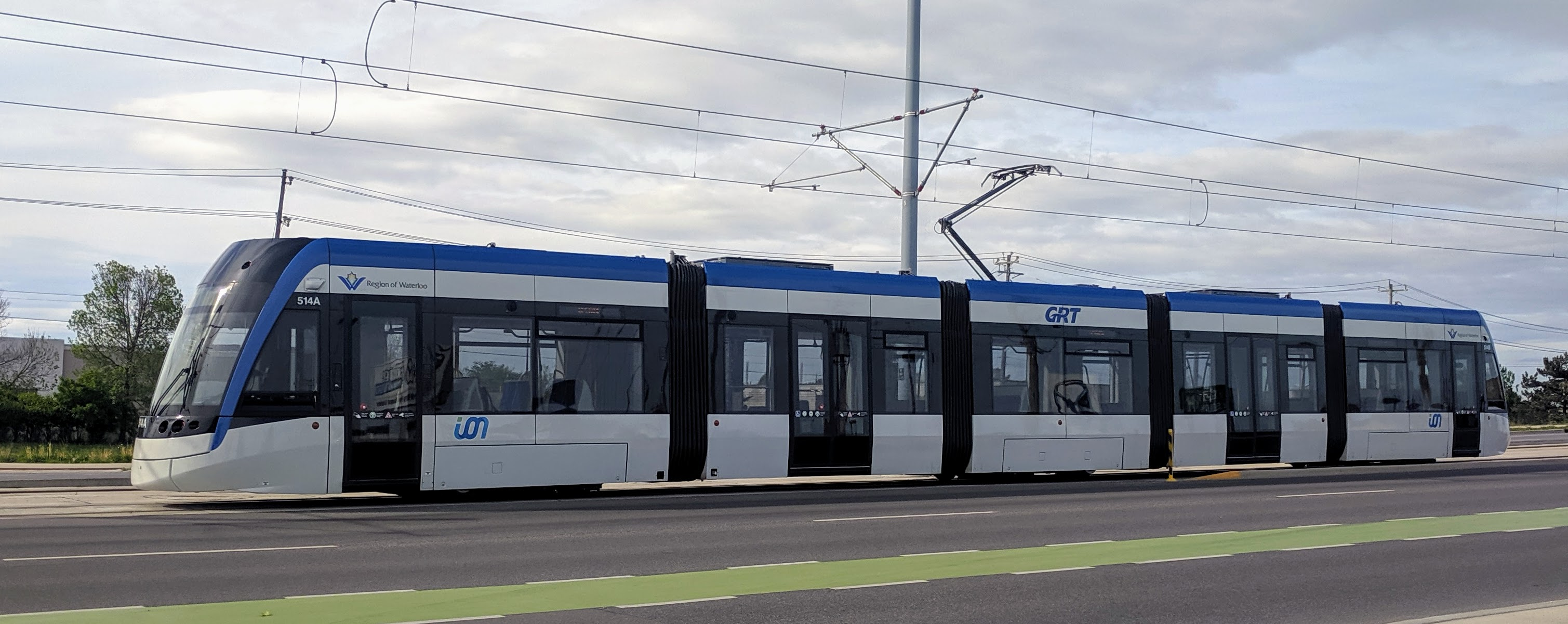
Dankzij tegenlicht zijn de zwevende bakken goed te zien.

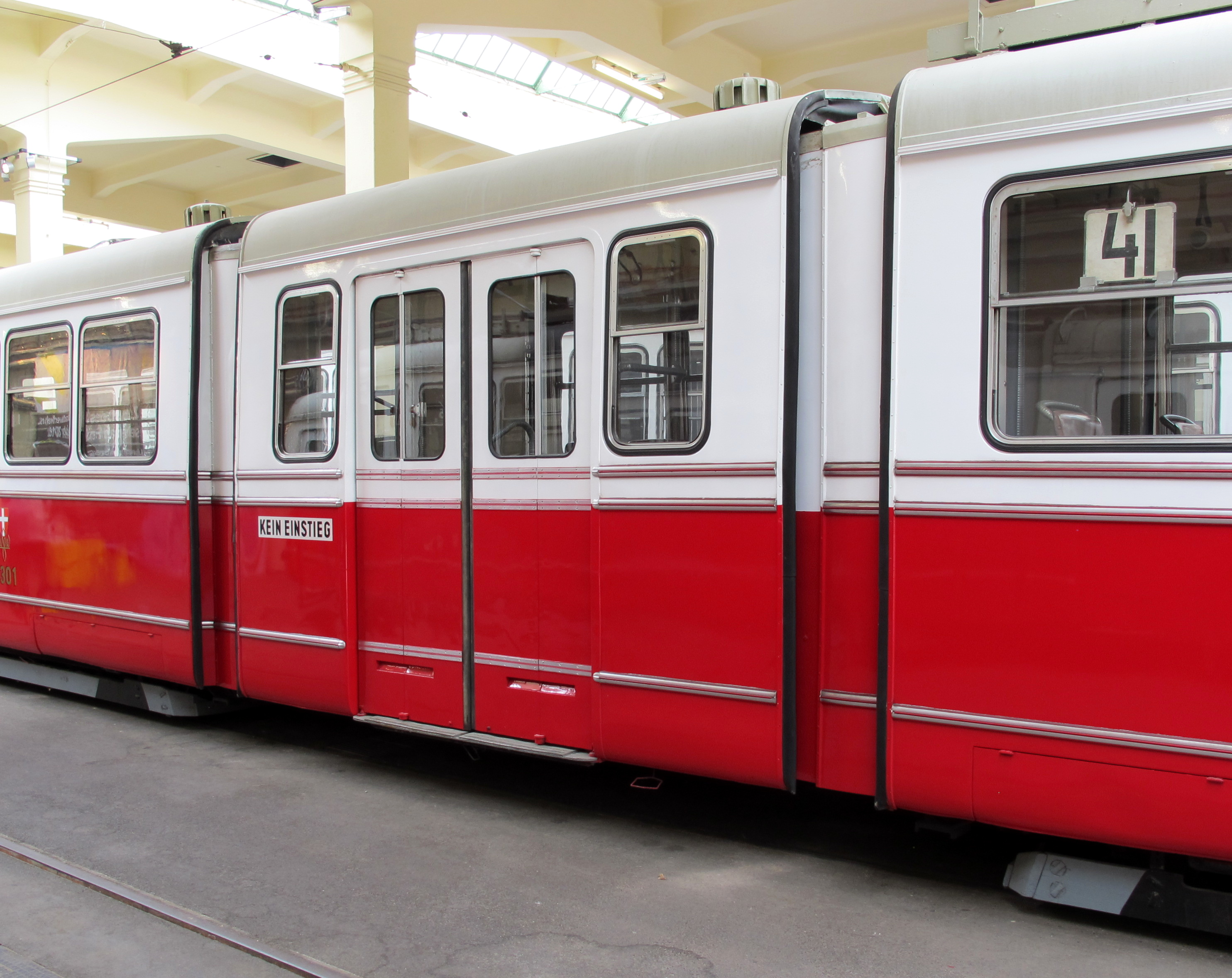
De zwevende bak bij een tram van het type D in Wenen

Al in 1892 werd een patent aangevraagd om op deze manier langere trams te maken. De uitvinders (Brewer and Krehbiel) lieten het jaar erop voor het vervoersbedrijf van Cleveland een exemplaar bouwen. Het duurde nog tot 1912 voordat dit type tram op grote schaal werd toegepast, toen vooral in Boston. Uit oude wagens werden in totaal 191 gelede en zogenaamde snake cars samengesteld.
De primeur voor Europa had de stad Göteborg in 1922 waarbij er 10 in dienst werden gesteld. Andere steden volgden wel maar steeds met slechts 1 à 2 exemplaren: Oslo (1924), Dresden en Leipzig (beiden 1928) en Amsterdam en Milaan (beiden in 1932). In Milaan en later ook andere Italiaanse steden volgden weer wel series van tientallen trams. Waar in Amerika dit type alleen voor de Tweede Wereldoorlog werd gebouwd, werd dit in Europa wel een succes: met name in Duitsland.

## Constructie
Voor ′klassieke trams′ (met een hoge vloer) zijn er ten minste drie opties geweest: de eindbakken kunnen elk door twee, drie of vier assen ondersteund worden. Dit laatste werd in de jaren zestig bij de Rheinbahn in Düsseldorf tweemaal toegepast.
Voor lagevloertrams zijn er twee veel voorkomende varianten: de eindbakken kunnen elk door twee of vier assen ondersteund worden. Bij lagevloertrams is het eerder regel dan uitzondering dat er meer dan drie wagenbakken zijn. Trams met vijf bakken —waarvan drie met wielen en twee zwevend— komen het meest voor. In de Benelux alleen al rijden deze rond in Amsterdam, Antwerpen, Brussel, Gent, Luxemburg, Rotterdam en sinds eind 2019 ook Utrecht. Hoewel minder gebruikelijk, komt dit type tram ook voor met zeven en zelfs negen wagenbakken: dit laatste alleen in Boedapest.

## Galerij

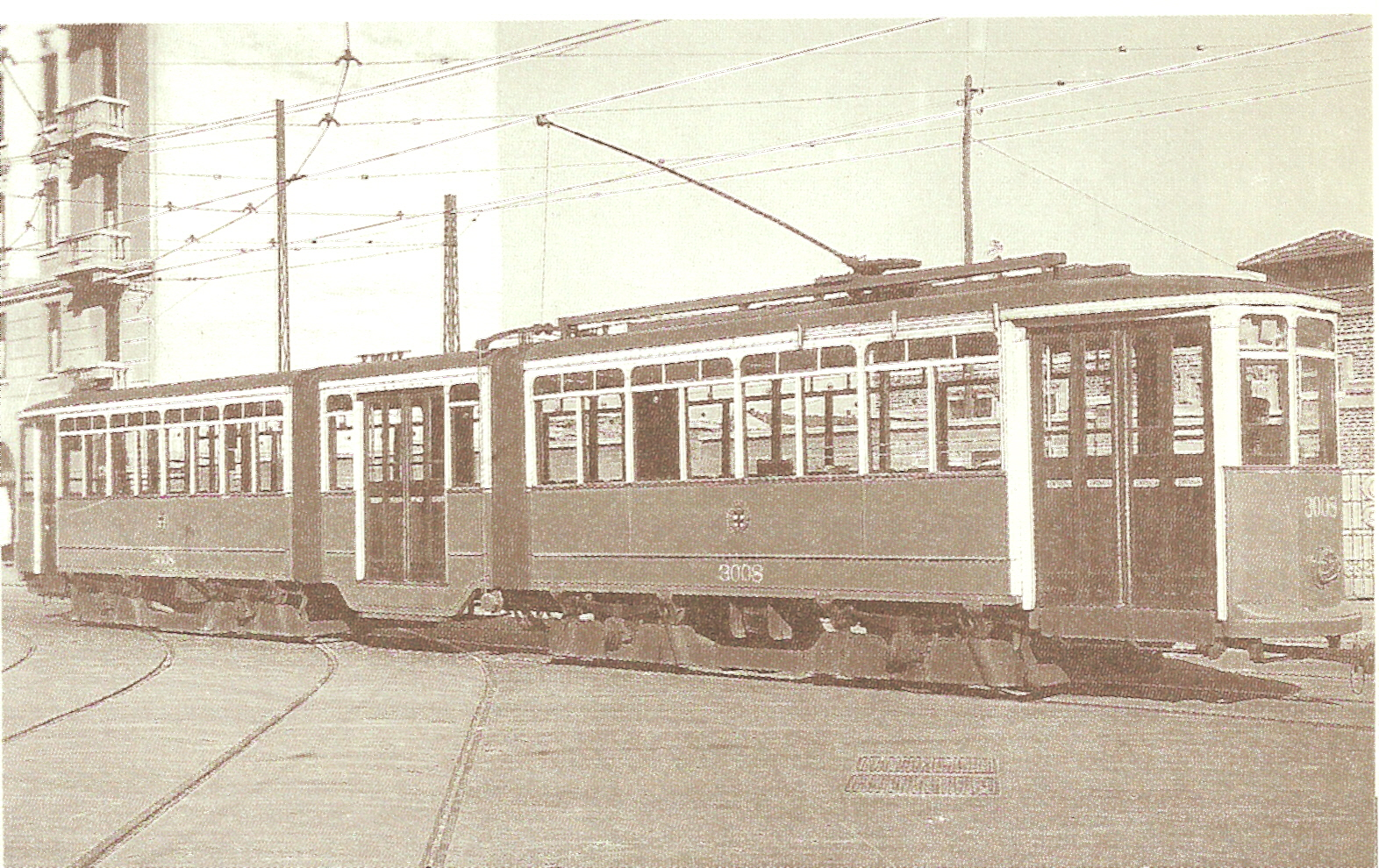
Vooroorlogse tram uit Milaan met twee maal twee assen
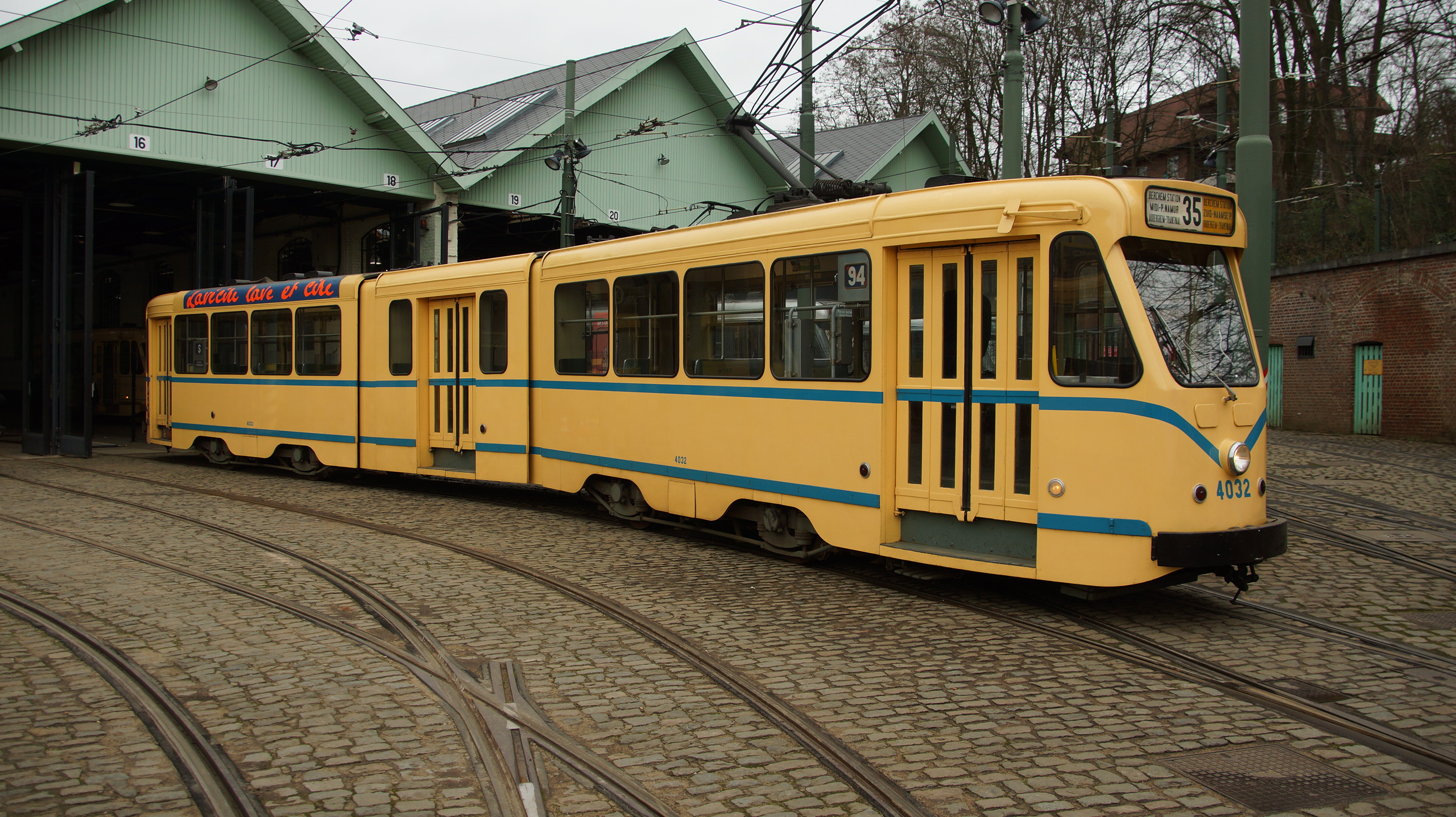
Klassieke tram uit Brussel met twee maal twee assen
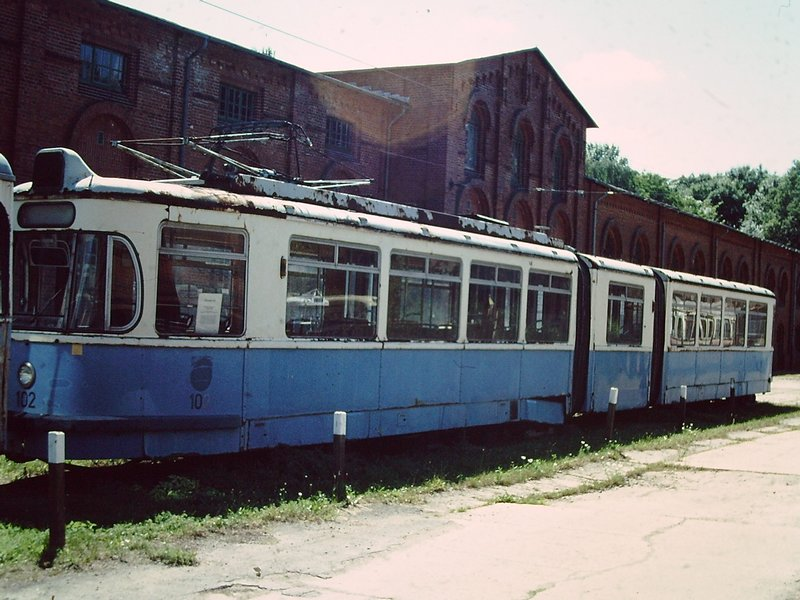
Klassieke tram uit München met twee maal drie assen
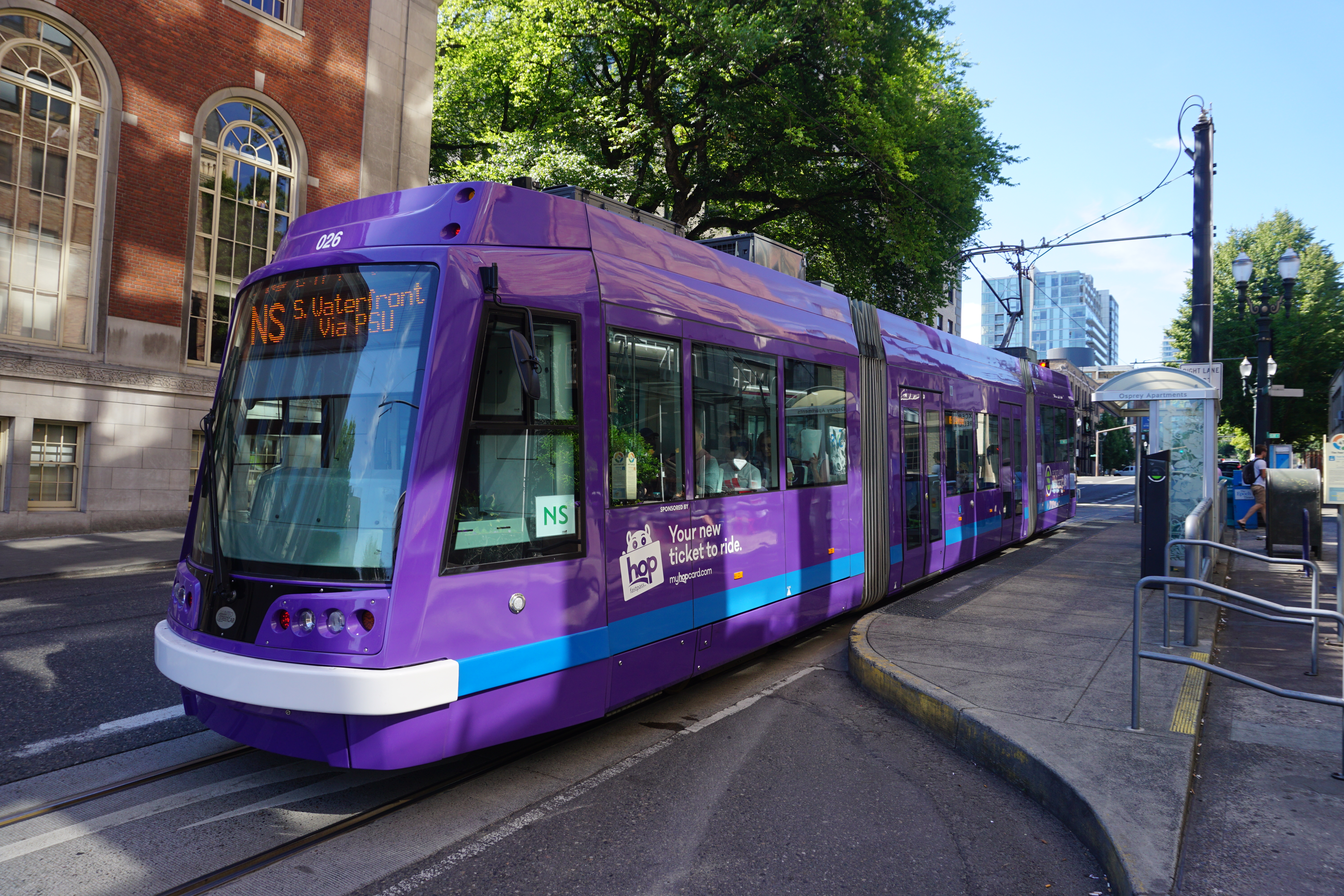
Een 3-delige lagevloertram in Portland
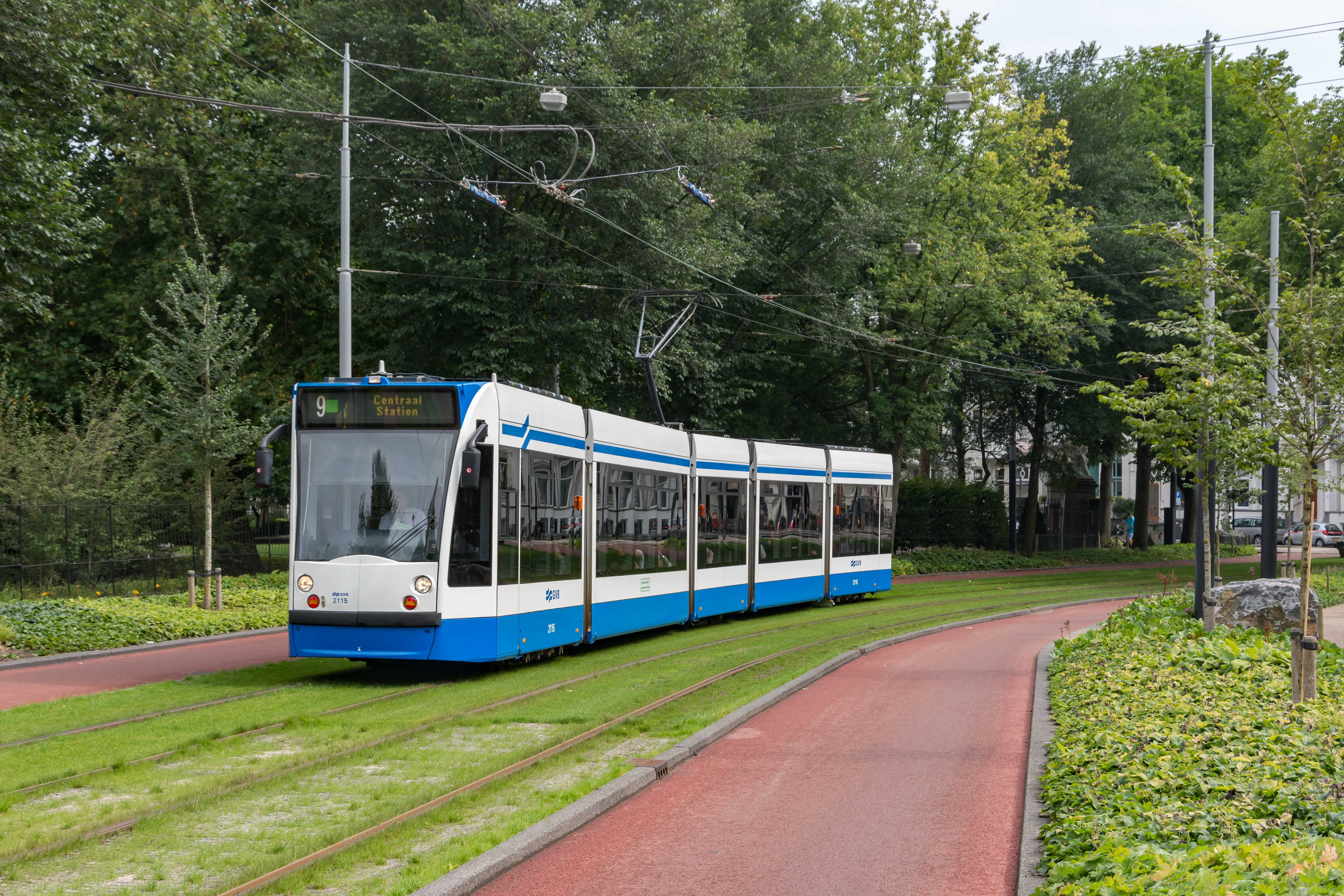
Een 5-delige lagevloertram in Amsterdam
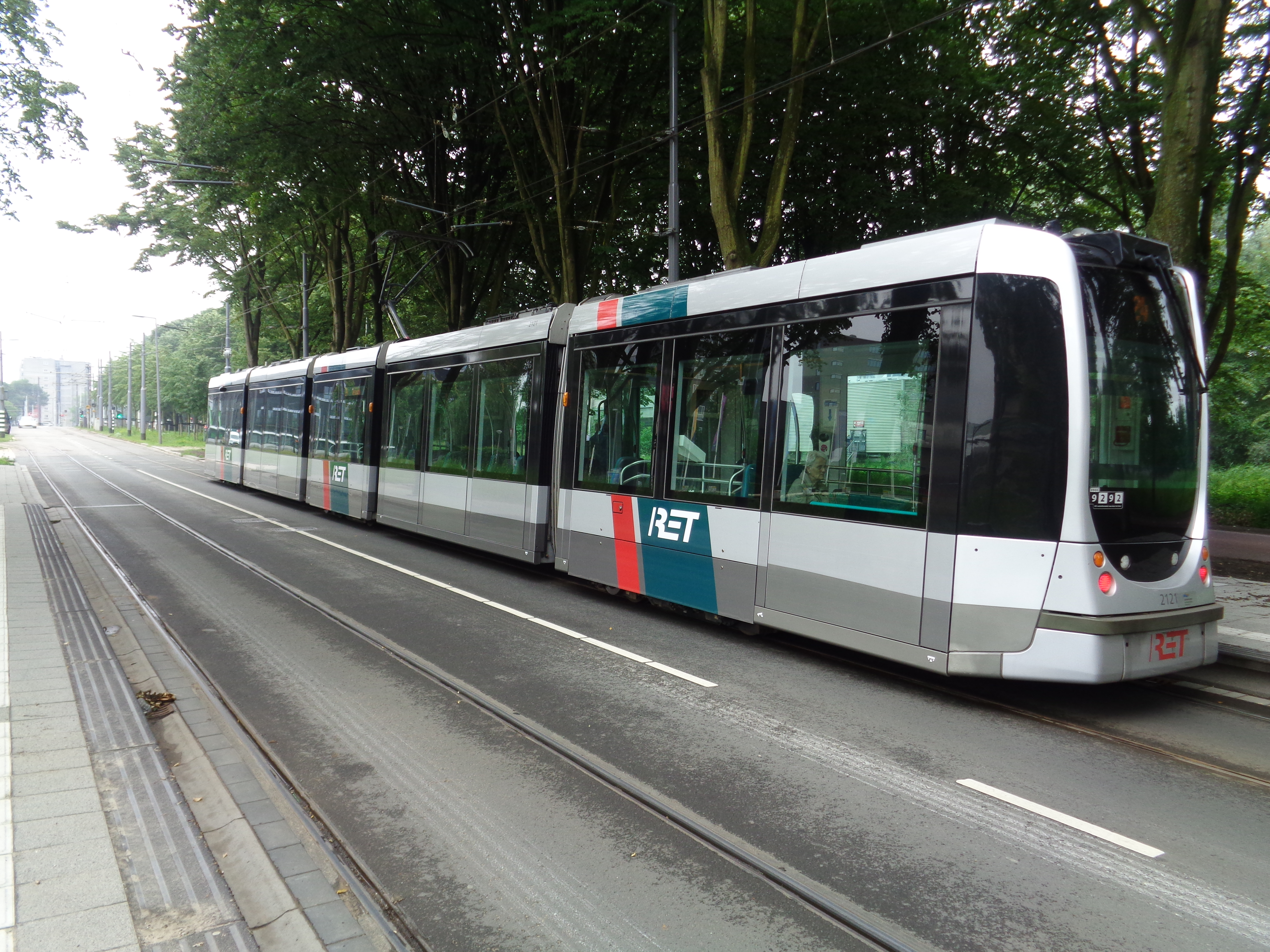
Een 5-delige lagevloertram in Rotterdam
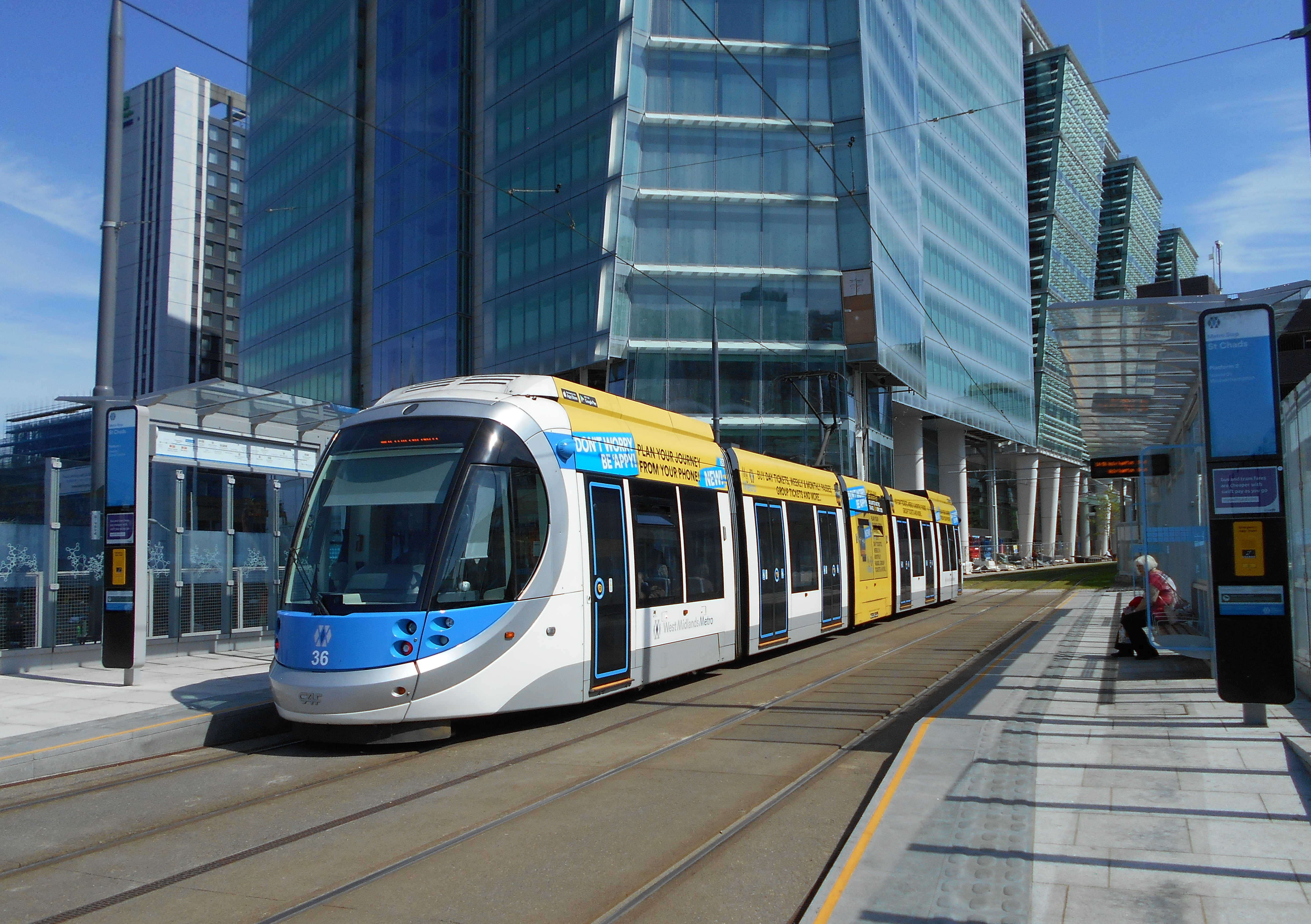
Een 5-delige lagevloertram in Birmingham
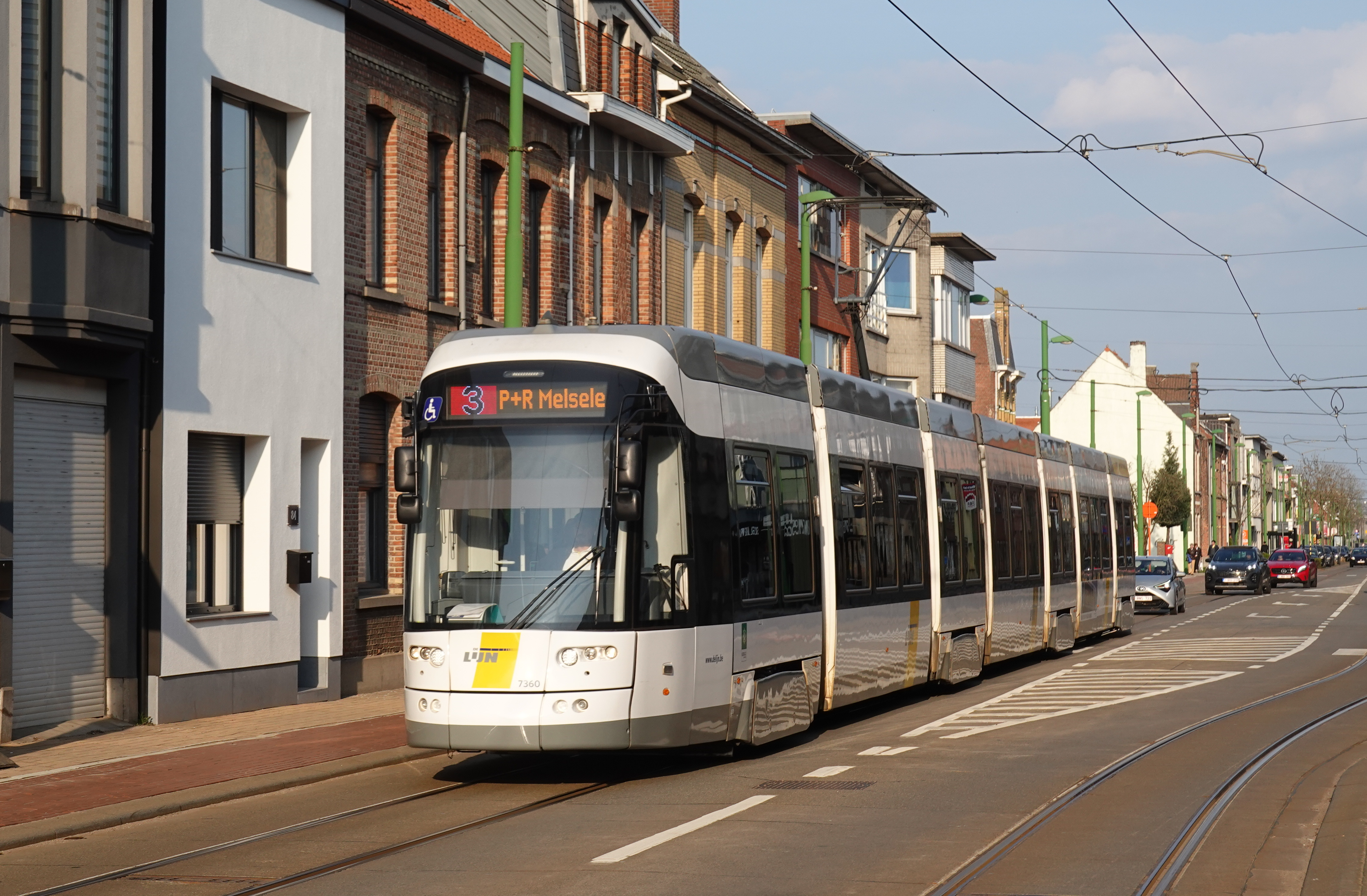
Een 7-delige lagevloertram in Antwerpen
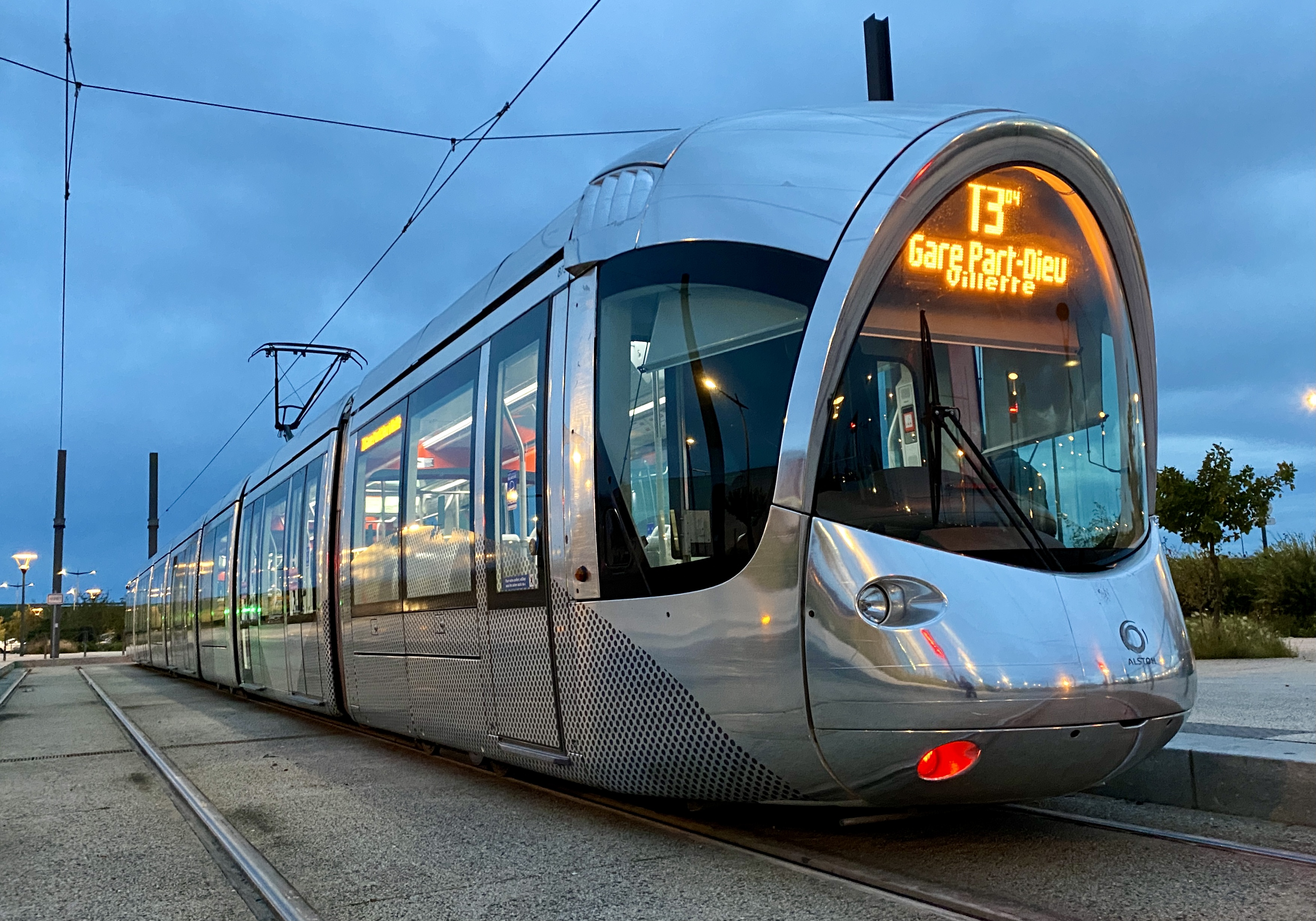
Een 7-delige lagevloertram in Lyon
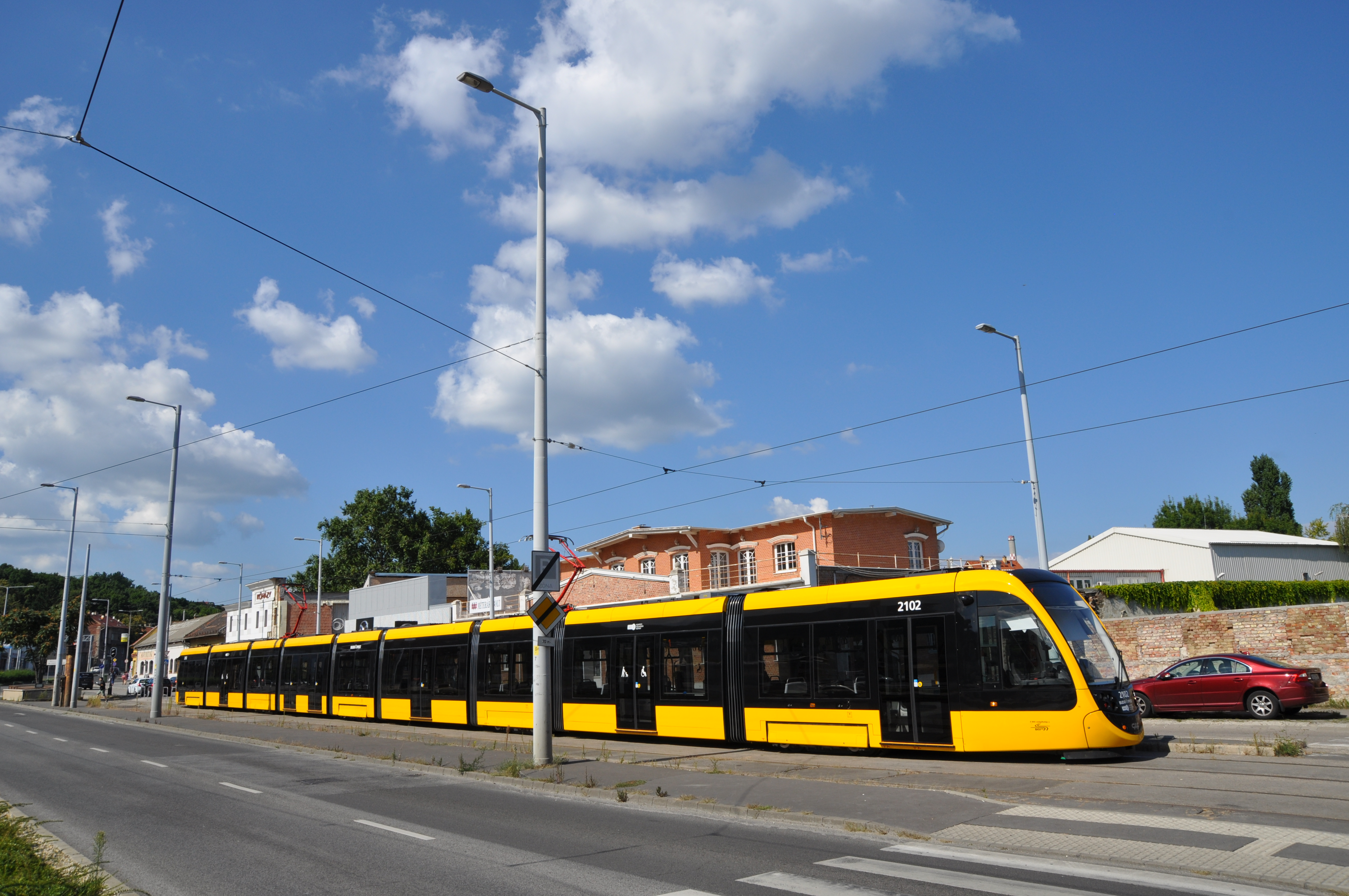
Een 9-delige lagevloertram in Boedapest